# Владимир Поликарпов
Владимир Поликарпов е бивш съветски футболист. Една от легендите на ЦСКА Москва, записал 342 мача и вкарал 76 гола. Един от най-добрите халфове в историята на отбора, отличаващ се с тактическа грамотност и прецизен пас.

## Кариера
През 1960 играе в дубъла на ЦСКА. На следващия сезон е наложен в отбора от Константин Бесков. Дебютира срещу Спартак (Ереван) и вкарва победният гол за ЦСКА. Постепенно Поликарпов се утвърждава като един от най-добрите футболисти на „армейците“ и дълго време е титулярен изпълнител на дузпи. Също така отлично си партнира с нападателите Борис Копейкин и Владимир Федотов. Последният си мач за отбора изиграва през ноември 1974 срещу Динамо. В 1975 Поликарпов и защитникът Мариян Плахетко емигрират в ГДР и играят за втородивизионния Мотор (Хенингсдорф).